# 愛車物語
「愛車物語」（あいしゃものがたり）は、1991年4月18日にテレビドラマ「世にも奇妙な物語」で放送されたストーリー。第92作目。同回の作品に「ライバル」、「ズンドコベロンチョ」がある。

## ストーリー
ある日の夜、ドライブをしていたカップルが自動車事故を起こす。山本伸吾（佐藤寛之）は奇跡的に生き残ったが、同乗していた女性は命を落としてしまった。
それから数年後、生き残った男性は事故を起こした車を修理し、それと同時に別の女性（伊藤美紀）と付き合い始めていた。しかし、やがて女性だけが車に乗っているときに限って様々な怪奇現象が起きるようになる。

## キャスト
- 山本伸吾：佐藤寛之
- 伊藤美紀
- 仲村さつき

## スタッフ
- 脚本：両沢和幸
- 監督：伊藤正治